# Pelle Petterson
Per Helmer Petterson (conocido como Pelle Petterson; Estocolmo, 31 de julio de 1932) es un deportista sueco que compitió en vela en las clases Star y Soling.
Participó en tres Juegos Olímpicos de Verano entre los años 1964 y 1972, obteniendo dos medallas, bronce en Tokio 1964 y plata en Múnich 1972, ambas en la clase Star. Ganó dos medallas en el Campeonato Mundial de Star, en los años 1969 y 1974, y cuatro medallas en el Campeonato Europeo de Star entre los años 1968 y 1976. Además, obtuvo una medalla en el Campeonato Mundial de Soling de 1969 y una medalla en el Campeonato Europeo de Soling de 1970.

## Palmarés internacional
| Juegos Olímpicos   | Juegos Olímpicos           | Juegos Olímpicos  | Juegos Olímpicos |
| Año                | Lugar                      | Medalla           | Clase            |
| ------------------ | -------------------------- | ----------------- | ---------------- |
| 1964               | Tokio (Japón)              | Medalla de bronce | Star             |
| 1972               | Múnich (RFA)               | Medalla de plata  | Star             |
| Campeonato Mundial |                            |                   |                  |
| Año                | Lugar                      | Medalla           | Clase            |
| 1969               | San Diego (Estados Unidos) | Medalla de oro    | Star             |
| 1974               | Laredo (España)            | Medalla de plata  | Star             |
| Campeonato Europeo |                            |                   |                  |
| Año                | Lugar                      | Medalla           | Clase            |
| 1968               | Nápoles (Italia)           | Medalla de oro    | Star             |
| 1970               | Sandhamn (Suecia)          | Medalla de bronce | Star             |
| 1972               | Kungsbacka (Suecia)        | Medalla de oro    | Star             |
| 1976               | Niza (Francia)             | Medalla de plata  | Star             |

| Campeonato Mundial | Campeonato Mundial     | Campeonato Mundial | Campeonato Mundial |
| Año                | Lugar                  | Medalla            | Clase              |
| ------------------ | ---------------------- | ------------------ | ------------------ |
| 1969               | Copenhague (Dinamarca) | Medalla de plata   | Soling             |
| Campeonato Europeo |                        |                    |                    |
| Año                | Lugar                  | Medalla            | Clase              |
| 1970               | Hankø (Noruega)        | Medalla de bronce  | Soling             |